# Wolfgang Weiß (Anglist)
Wolfgang Weiß, auch bekannt als Wolfgang Weiss, (* 20. Februar 1932 in München; † 11. Juli 2019 ebenda) war ein deutscher Anglist. Er war ein bekannter Shakespeare-Forscher.

## Leben
Wolfgang Weiß wurde in München als Sohn eines Bayerwäldlers und einer Allgäuerin in München geboren, wo er auch den überwiegenden Teil seiner Kindheit und Jugend verbrachte. Sein Abitur legte Weiß am humanistischen Wilhelmsgymnasium in München ab und studierte zunächst das Fach Chemie an der Technischen Universität München bis zum erfolgreich absolvierten Vordiplom. Weiß wechselte danach den Studiengang und nahm an der Ludwig-Maximilians-Universität ein Studium der englischen, französischen und keltischen Philologie auf.
Nach dem erfolgreichen Abschluss seines Studiums arbeitete Weiß von 1960 bis 1962 an der University of Glasgow, kehrte an die Ludwig-Maximilians-Universität zurück und wurde Wissenschaftlicher Assistent bei dem renommierten Shakespeare-Forscher Wolfgang Clemen.
1964 wurde Weiß in München zum Dr. phil. promoviert. Vier Jahre später folgte die Ernennung zum geschäftsführenden Konservator des Münchener Englischen Seminars, was für ihn allerdings mit einer verstärkten Verwaltungstätigkeit verbunden war. 1970 wurde er Ordentlicher Professor an der Universität zu Köln, bevor er 1974 einen Ruf zurück an seine bayerische Heimatuniversität erhielt.
Bis zu seiner Emeritierung im Jahr 2000 forschte und lehrte Wolfgang Weiß dort als Inhaber des Lehrstuhls für Shakespeare und die englische Literatur der Frühen Neuzeit sowie als Leiter der von Wolfgang Clemen gegründeten Shakespeare-Forschungsbibliothek. Mit seinen umfangreichen Forschungen und herausragenden Publikationen erwarb er nicht nur national, sondern auch international hohe Anerkennung als einer der führenden Shakespeare-Experten seiner Zeit.
Geprägt von seinem akademischen Lehrer Wolfgang Clemen war für Weiß dabei der Ausgangspunkt seines literaturwissenschaftlichen Arbeitens ein hohes Maß an Sensibilität, das seine gründliche Analyse und Interpretation der Texte im Sinne des Close Reading unter Einbezug seiner profunden Kenntnis ihres historischen Hintergrundes kennzeichnete.
Große Wertschätzung erlangte Weiß jedoch nicht nur für seine Forschungs-, sondern ebenso für seine Lehrtätigkeit. So organisierte er zusätzlich zu seinen Seminaren und Vorlesungen ebenso regelmäßige Besuche der Inszenierungen der Royal Shakespeare Company und regte lebendige Diskussionsrunden mit Schauspielern, Mitarbeitern der RSC und bekannten britischen Shakespeare-Forschern an, von denen etliche zu seinen engeren Freunden gehörten.
Weiß war längere Zeit Herausgeber des Shakespeare-Jahrbuches, Mitherausgeber der Reihe Information und Synthese und unterstützte die Etablierung der postcolonial studies als Teil der Münchener Anglistik.
Neben seiner fachwissenschaftlichen Forschungs- und Lehrtätigkeit war Weiß gleichermaßen im außeruniversitären Rahmen bemüht, Menschen für Literatur zu begeistern und ihnen den Zugang auch zu Werken zu erschließen, die als Zeugnisse längst vergangener Zeiten und Ausdrucksformen sich gegen eine leichte Lesbarkeit oder ein einfaches Verständnis sperren. Mit diesem didaktischen Ziel veröffentlichte er beispielsweise 1979 das Taschenbuch Das Studium der englischen Literatur, eine der ersten systematischen Einführungen in das Studium der Anglistik, engagierte sich für die Lehrerfortbildung und hielt ebenso zahllose Vorträge vor interessiertem Publikum, das selbst nicht fachwissenschaftlich vorgebildet war.
Wolfgang Weiß lebte in Haid bei Sandbach. Nach seiner Emeritierung widmete sich Weiß weiterhin seinen Leidenschaften, zu denen neben Shakespeare und der englischen Literatur auch seine bayerische Heimat zählte. So publizierte er im Ruhestand etwa Monographien zu King Lear und zu Shakespeare in Bayern – und auf Bairisch, womit er wiederum akademisches Neuland betrat. Darüber hinaus blieb er ein engagiertes Mitglied im Bund Bairische Sprache e. V. und traf sich wie bereits zuvor während seiner aktiven Zeit an der Universität regelmäßig mit Gruppen von Gymnasiallehrern, um mit ihnen über englische Literatur zu diskutieren.
Ebenso hielt er den regelmäßigen Kontakt zu seinen zahlreichen Fach-Kollegen im In- und Ausland aufrecht, vor allem mit dem im September 2018 verstorbenen Shakespeare-Experten und Bonner Emeritus Dieter Mehl. Weiß und Mehl verband eine enge Freundschaft seit der Zeit, als beide bei Wolfgang Clemen studiert und für ihn gearbeitet hatten.
2003 erhielt Wolfgang Weiß für sein besonderes Engagement den Kulturpreis des Landkreises Passau. 2008 gründete er das Carossa-Zimmer im Vilshofener Rathaus mit.
Wolfgang Weiß verstarb am 11. Juli 2019 in München.

## Schriften (Auswahl)
- Das Drama der Shakespeare-Zeit. Versuch einer Beschreibung. Stuttgart 1979, ISBN 3-17-004697-7.
- Der anglo-amerikanische Universitätsroman. Eine historische Skizze. Darmstadt 1994, ISBN 3-534-01454-5.
- King Lear. Bochum 2004, ISBN 3-89709-381-2.
- Shakespeare in Bayern – und auf Bairisch. Passau 2008, ISBN 978-3-88849-090-3.